# کی‌ای‌آی کی‌تی-۱ وونگبی
ک‌تی-۱ وونگبی (به انگلیسی: KAI_KT-1_Woongbi) یک هواگرد از نوع آموزشی تهاجمی ساخت شرکت Korea Aerospace Industries است. هواگرد ک‌تی-۱ وونگبی نخستین پروازش را در نوامبر ۱۹۹۱ میلادی انجام داد. این هواگرد در سال ۲۰۰۰ میلادی رسماً معرفی گردید و در سال‌های ۱۹۹۹-تاکنون تولید شده است. در مجموع، تعداد ۱۷۵ فروند از این هواگرد ساخته شده است.